# Marita Sandig
Marita Sandig (4 de abril de 1958) es una deportista de la RDA que compitió en remo.
Participó en los Juegos Olímpicos de Moscú 1980, obteniendo una medalla de oro en la prueba de ocho con timonel. Ganó seis medallas en el Campeonato Mundial de Remo entre los años 1977 y 1983.

## Palmarés internacional
| Juegos Olímpicos   | Juegos Olímpicos          | Juegos Olímpicos | Juegos Olímpicos   |
| Año                | Lugar                     | Medalla          | Prueba             |
| ------------------ | ------------------------- | ---------------- | ------------------ |
| 1980               | Moscú (URSS)              | Medalla de oro   | Ocho con timonel   |
| Campeonato Mundial |                           |                  |                    |
| Año                | Lugar                     | Medalla          | Prueba             |
| 1977               | Ámsterdam (Países Bajos)  | Medalla de oro   | Ocho con timonel   |
| 1978               | Cambridge (Nueva Zelanda) | Medalla de oro   | Cuatro con timonel |
| 1979               | Bled (Yugoslavia)         | Medalla de plata | Cuatro con timonel |
| 1981               | Múnich (RFA)              | Medalla de plata | Cuatro con timonel |
| 1982               | Lucerna (Suiza)           | Medalla de oro   | Dos sin timonel    |
| 1983               | Duisburgo (RFA)           | Medalla de oro   | Dos sin timonel    |